# Мост Врла
Мост Врла се налази у Владичином Хану, као најдужи мост на Kоридору 10, отворен је 2017. године. Мост је добио назив по реци Врли, десној притоци Јужне Мораве, која протиче у његовом подножју.
Представља импресивну грађевину дужине 644,4m. Изграђен је са 13 стубова од којих неки достижу висину од чак 62m, што му даје изузетну стабилност и омогућава прелазак преко долине реке Врле. Мост Врла је пројектован да издржи велике терете, што је кључно за прометан Коридор 10 који повезује централну и југоисточну Европу. Посебна пажња посвећена је декоративној расвети моста, која га чини упечатљивим и током ноћи. Светлосни ефекти осветљавају мост, стварајући визуелни спектакл који привлачи пажњу пролазника и путника. Расвета је дизајнирана тако да наглашава елегантне линије моста, додатно истичући његову архитектонску лепоту.
Испод моста се налази парк „Врла”, који је постао још један симбол Владичиног Хана. Парк је омиљено место за рекреацију и одмор локалног становништва и посетилаца. У парку се налазе стазе за шетњу, клупе, зелене површине и разни садржаји за децу. У априлу 2024. године, на једној обали парка отворено је ново игралиште за децу, чиме је парк постао још атрактивнији.